# Strațin, Burgas
Strațin (în bulgară Страцин) este un sat în comuna Pomorie, regiunea Burgas,  Bulgaria. 

## Demografie
Componența etnică a satului Strațin
     Turci (23,46%)
     Bulgari (26,88%)
     Nicio identificare (49,64%)
     Altele (0%)
La recensământul din 2011, populația satului Strațin era de 1.257 locuitori. Nu există o etnie majoritară, locuitorii fiind bulgari (26,88%) și turci (23,46%). Pentru 49,64% din locuitori nu este cunoscută apartenența etnică.